# Spilosoma incurvata
Spilosoma incurvata är en fjärilsart som beskrevs av Ebert 1973. Spilosoma incurvata ingår i släktet Spilosoma och familjen björnspinnare. Inga underarter finns listade i Catalogue of Life.